# Themus kuatunensis
Themus kuatunensis es una especie de coleóptero de la familia Cantharidae.

## Distribución geográfica
Habita en China.